# Hazzard (serie animata)
Hazzard (The Dukes) è una serie televisiva a cartoni animati statunitense prodotta dalla Hanna-Barbera nel 1983 e distribuita da Warner Bros. È basata sui personaggi del telefilm Hazzard.

## Trama
(Zio Jesse nella intro di ogni episodio)
Il ranch dello zio Jesse è gravato da una pesante ipoteca e l'unico modo di riscattarla è vincere il primo premio di una gara automobilistica che ricalca le avventure de Il giro del mondo in 80 giorni, in cui si cimenteranno i cugini Duke. Boss Hogg in ogni puntata cerca di boicottare i cugini allo scopo di farli perdere e acquisire così il ranch, dato che sotto di esso si trova un enorme giacimento petrolifero.
La serie fu interrotta alla seconda stagione e l'ultimo episodio in assoluto, A Hogg in the Foggy Bogg, termina in modo completamente normale, senza lasciar presagire nulla sulla fine definitiva della serie.

## Personaggi principali
- Coy Duke[1]
- Vance Duke[1]
- Luke Duke[2]
- Bo Duke[2]
- Daisy Duke
- Zio Jesse Duke
- Sceriffo Rosco P. Coltrane
- Boss Hogg

## Elenco degli episodi

### Prima stagione
1. Put Up Your Dukes
2. Jungle Jitters
3. The Dukes of Venice
4. Morocco Bound
5. The Secret Satellite
6. The Dukes of London
7. The Greece Fleece
8. The Dukes in India
9. The Dukes in Uzbekistan
10. The Dukes in Hong Kong
11. The Dukes of Scotland
12. The Dukes Do Paris
13. The Dukes in Switzerland

### Seconda stagione
1. Boss O'Hogg and the Little People
2. Tales of the Vienna Hoods
3. The Kid from Madrid
4. A Dickens of a Christmas
5. The Canadian Caper
6. The Dukes in Hollywood
7. A Hogg in Foggy Bog

## Doppiaggio
| Personaggio             | Doppiatore originale | Doppiatore italiano |
| ----------------------- | -------------------- | ------------------- |
| Daisy Duke              | Catherine Bach       | Valeria Perilli     |
| Vance Duke              | Christopher Mayer    |                     |
| Coy Duke                | Byron Cherry         |                     |
| Bo Duke                 | John Schneider       |                     |
| Luke Duke               | Tom Wopat            |                     |
| Zio Jesse Duke          | Denver Pyle          | Gino Donato         |
| Boss Hogg               | Sorrell Booke        | Elio Pandolfi ?     |
| Sceriffo Rosco Coltrane | James Best           | Mario Chiocchio     |
| Generale Lee            | Frank Welker         |                     |